# وتهیریروپو
وتهیریروپو (به انگلیسی: Vathirairuppu) یک زیستگاه انسانی در هند است که در Virudhunagar district واقع شده‌است.

## خصوصیات
وتهیریروپو ۱۵٬۹۹۹ نفر جمعیت دارد.